# This Time (Beanie Sigel)
This Time è il sesto album in studio del rapper statunitense Beanie Sigel, pubblicato il 28 agosto del 2012 e distribuito da State Property e Ruffhouse. L'album segna due passi importanti: è l'ultimo album di Sigel prima del ritorno in prigione – il 12 settembre 2012 – per evasione fiscale ed è il primo per la storica label Ruffhouse Records, che ritorna a pubblicare un album a distanza di 13 anni dall'ultima volta, in questa occasione come sussidiaria della EMI.
Partecipano, tra gli altri, Akon, The Game e Freeway (quest'ultimo nel gruppo State Property, con leader Sigel stesso).
Il sesto sforzo di Sigel ottiene recensioni perlopiù positive: il sito Metacritic assegna all'album un punteggio di 76/100 e, ironicamente, Robert Christgau scrive «molto probabilmente le più assidue imitazioni di Jay-Z che potrai mai ascoltare (in The Hook e The Reunion)» assegnando all'album una stella.
| Recensione       | Giudizio |
| ---------------- | -------- |
| AllMusic         | [ 4 ]    |
| HipHopDX         | [ 2 ]    |
| XXL              | [ 2 ]    |
| Pitchfork        | [ 2 ]    |
| Robert Christgau | *        |

## Tracce
Musiche di SK (tracce 1, 8 e 10), Dirty Harry (tracce 2 e 11), D-Dot (traccia 3), Jay & Pi (traccia 4), Don Cheegro (tracce 2, 5, 9 e 11), Cardiak (traccia 6) e Chad Hamilton (traccia 7). Missaggio di Phil Nicolo (traccia 7).
1. Intro (featuring Oliver Laing & Sean Anthony Francis) – 3:22
2. This Time (featuring Oliver Laing) – 4:28
3. That's All I Know (featuring Akon) – 3:48
4. Expensive Taste (featuring Corey Latif Williams) – 4:35
5. Kush Dreaming – 5:32
6. Bang Bang Youth (featuring Junior Reid) – 4:36
7. Bad Boy Mack (JT Roach) – 3:26
8. No Hook – 4:08
9. The Reunion (featuring State Property) – 3:46
10. Sigel is What They Call Me (featuring Sean Anthony Francis) – 5:00
11. Dangerous (featuring Young Chris & Game) – 4:18

Durata totale: 46:59

## Classifiche

### Classifiche settimanali
| Classifica (2012)         | Posizione massima |
| ------------------------- | ----------------- |
| US Independent Albums     | 41                |
| US Top R&B/Hip-Hop Albums | 33                |